# هذا التون
هذا التون (بالفيتنامية: Tôn Thất Đính)‏ (و. 1926 – 2013 م) هو سياسي فيتنامي، ولد في انام ‏، توفي في سانتا آنا، عن عمر يناهز 87 عاماً.